# Masbate Pass
Masbate Pass is een zeestraat in de centraal gelegen Filipijnse eilandengroep Visayas.
De straat verbindt de Samarzee in het oosten met de Sibuyanzee in het westen. De ingang van de straat aan de oostkant is met vijf kilometer breedte het smalste deel. Ten zuiden van het water ligt Masbate, aan de noordkant bevinden zich de langgerekte eilanden Ticao en Burias. Masbate City kijkt uit over de zeestraat.